# Wladimir Wiardo
Wladimir Wladimirowitsch Wiardo (russisch Владимир Владимирович Виардо, engl. Transliteration Vladimir Vladimirovich Viardo, wiss. Transliteration Vladimir Vladimirovič Viardo, * 14. November 1949 in Krasnaja Poljana (Kaukasus)) ist ein klassischer russischer Pianist und Klavierpädagoge.

## Leben und Werk

### Die Zeit in Russland
Geboren in Krasnaja Poljana im Kaukasus unweit des Schwarzen Meeres tat Wladimir Wiardo seine ersten Schritte in die Musik mit seiner Mutter, der klassischen Sängerin, Gesangslehrerin und Pianistin Natalja Wiardo. Mit 14 Jahren ging Wiardo für seine weitere musikalische Ausbildung nach Moskau. Er studierte dort am Gnessin-Institut bei Irina Naumowa und anschließend am Moskauer Tschaikowsky-Konservatorium bei Lev Naumov, wo er sechs Jahre als Student blieb. Die Familie Naumov vertrat in ihrer Ausbildung pädagogische Methoden von Heinrich Neuhaus und brachte mit diesem Ansatz so erfolgreiche Pianisten wie Emil Gilels und Swjatoslaw Richter hervor. Bereits zu dieser Zeit wurde Wiardo von der Moskauer Philharmonie als Solist verpflichtet. Nach seiner Promotion wurde er sofort als Dozent bei Naumov am Konservatorium engagiert. Mit 21 Jahren gewann Viardo den dritten Preis und den Prix du Prince Rainier beim Wettbewerb Marguerite Long-Jacques Thibaud und 1973 den ersten Preis beim Internationalen Van Cliburn Wettbewerb.
Wiardo hatte bereits nach den Erfolgen bei den genannten Wettbewerben eine beachtenswerte internationale Karriere begonnen. Um 1974 wurden ihm plötzlich staatlicherseits alle Reisefreiheiten genommen. Fast dreizehn Jahre war er ein Gefangener des Eisernen Vorhangs. In dieser Zeit entwickelte er für sich neue künstlerische Horizonte. Er erweiterte sein Repertoire auf 37 Konzerte. Als Michail Gorbatschow in der Sowjetunion an die Macht kam, wurde die Reisefreiheit wiederhergestellt. Ab 1987 durfte Wiardo Engagements in Deutschland und in den Vereinigten Staaten annehmen.

### Die Zeit im Westen
1989 ging er als Artist in Residence an das College of Music der University of North Texas. Hier gründete er die der musikalischen Ausbildung auf höchstem künstlerischem Niveau verpflichtete Viardo Fellows Foundation. Als außergewöhnlicher und gefeierter Lehrer zählt Wiardo zu den internationalen Künstlern, die junge Künstler aus Osteuropa sowie aus Portugal, Spanien, Mexiko, Südafrika und dem Vereinigten Königreich erfolgreich ausbildeten.
Nach seiner Rückkehr in den Westen hatte er seine zwangsweise unterbrochene internationale Karriere mit zahlreichen Konzerten in der Carnegie Hall, den Lincoln und Kennedy Center, der Salle Pleyel in Paris und dem Concertgebouw wieder aufgenommen. Zahlreiche Tourneen führten ihn in amerikanische, kanadische und europäische Städte, nach Asien und Südafrika sowie nach Israel, Mittel- und Südamerika. Als Solist arbeitete er mit zahlreichen renommierten Dirigenten wie Lorin Maazel, Zubin Mehta, Wladimir Spiwakow, Dmitri Kitajenko, Eduardo Mata, Anatoly Zatin, Kirill Kondraschin und Krzysztof Penderecki zusammen.
Wiardo hat zahlreich Musikaufnahmen eingespielt, darunter J.S. Bach, Claude Debussy, César Franck, Alemdar Karamanov, Nikolai Medtner, Krzysztof Penderecki, Sergei Rachmaninov. Zu seinen Aufnahmen gehörten die Werke von Nikolai Medtner, Lutosławski mit dem polnischen National Radio Symphony Orchestra und eine Sony-Veröffentlichung zum 60. Geburtstag von Penderecki. Seine ersten Veröffentlichungen für das Label Pro Piano Records mit Orgel Transkriptionen von Bach-Liszt und Franck-Viardo wurden international gelobt.